# Gabriele Löwe
Gabriele Löwe (născută Kotte; n. 12 decembrie 1958, Dresda, RDG) este o atletă ce a reprezentat Republica Democrată Germană, medaliată olimpică. A participat la o ediție a Jocurilor Olimpice (1980) în care a câștigat medalia de argint în proba de 4x400 de metri.

## Palmares
| An   | Competiție        | Locație                    | Loc | Eveniment | Note    |
| ---- | ----------------- | -------------------------- | --- | --------- | ------- |
| 1979 | Cupa Europei      | Torino, Italia             | 1   | 4x400 m   | 3:19,7  |
| 1979 | Cupa Mondială     | Montréal, Canada           | 1   | 4x400 m   | 3:20,37 |
| 1980 | Jocurile Olimpice | Moscova, Uniunea Sovietică | 6   | 400 m     | 51,33   |
| 1980 | Jocurile Olimpice | Moscova, Uniunea Sovietică | 2   | 4×400 m   | 3:20,4  |